# 螺鈿紫檀五絃琵琶
| 模造 螺鈿紫檀五弦琵琶（東京国立博物館蔵） |  | 模造 螺鈿紫檀五弦琵琶（東京国立博物館蔵） |
| 模造 螺鈿紫檀五弦琵琶（東京国立博物館蔵） |  |                                           |

螺鈿紫檀五絃琵琶（らでんしたんのごげんびわ）は、正倉院北倉に収蔵されていた宝物。倉番は北倉29。全長108.1センチメートル、最大幅は30.9センチメートル。名称は『国家珍宝帳』に記されるもので、天平当時の楽器名の慣例で「螺鈿で装飾され、槽が紫檀で作られた五絃の琵琶」の意味である。螺鈿紫檀五絃琵琶は『国家珍宝帳』に記載されているという由緒の正しさ、あるいは唯一現存する五絃琵琶という希少性などから正倉院宝物の中でも特に人気が高く、教科書などのグラビアで採用されることも多い。
螺鈿紫檀五絃琵琶は聖武天皇の遺愛品であり、没後の天平勝宝8歳（756年）に東大寺盧舎那仏に献納されて正倉院の北倉に収蔵された正倉院宝物である。洋ナシ形の胴から真っすぐな頸が伸びる優美なフォルム、そして紫檀を主な材とし玳瑁や螺鈿などを用いた豪華な装飾が特徴となっている。特に目立つ捍撥の装飾は熱帯樹やフタコブラクダに載り四絃琵琶をもつペルシャ人など国際色豊かなものになっている。
五絃琵琶はインド発祥の絃鳴楽器である。五絃琵琶はシルクロードを経て中国に伝来し、宮廷楽団を構成する楽器となったが、早くに廃れてしまったため本品が現存する唯一の遺例となっている。本品も長い年月で大きく破損し、明治期の修理で本来の姿を蘇らせるべく欠失材を補うなど大胆な処置がとられて現在の姿に復元された。なおこの際に明治の模造品も製作されている。
しかし復元された姿は必ずしも当初の姿とはいえず、また装飾が多い事から実際に鳴る楽器であったのか疑問視する声もあった。こうした経緯から楽器としての復元を目指して、平成期に再度模造品が製作された。様々な調査を行い製作された平成の模造品の完成により、楽器としての機能を復元することには成功した。しかし覆手・転手・海老尾など現存しない部材があるため天平の姿・音を完全に復元することは出来なかったとされている。
本記事では2つの模造品も併せて解説する。

## 五絃琵琶の成立と伝来

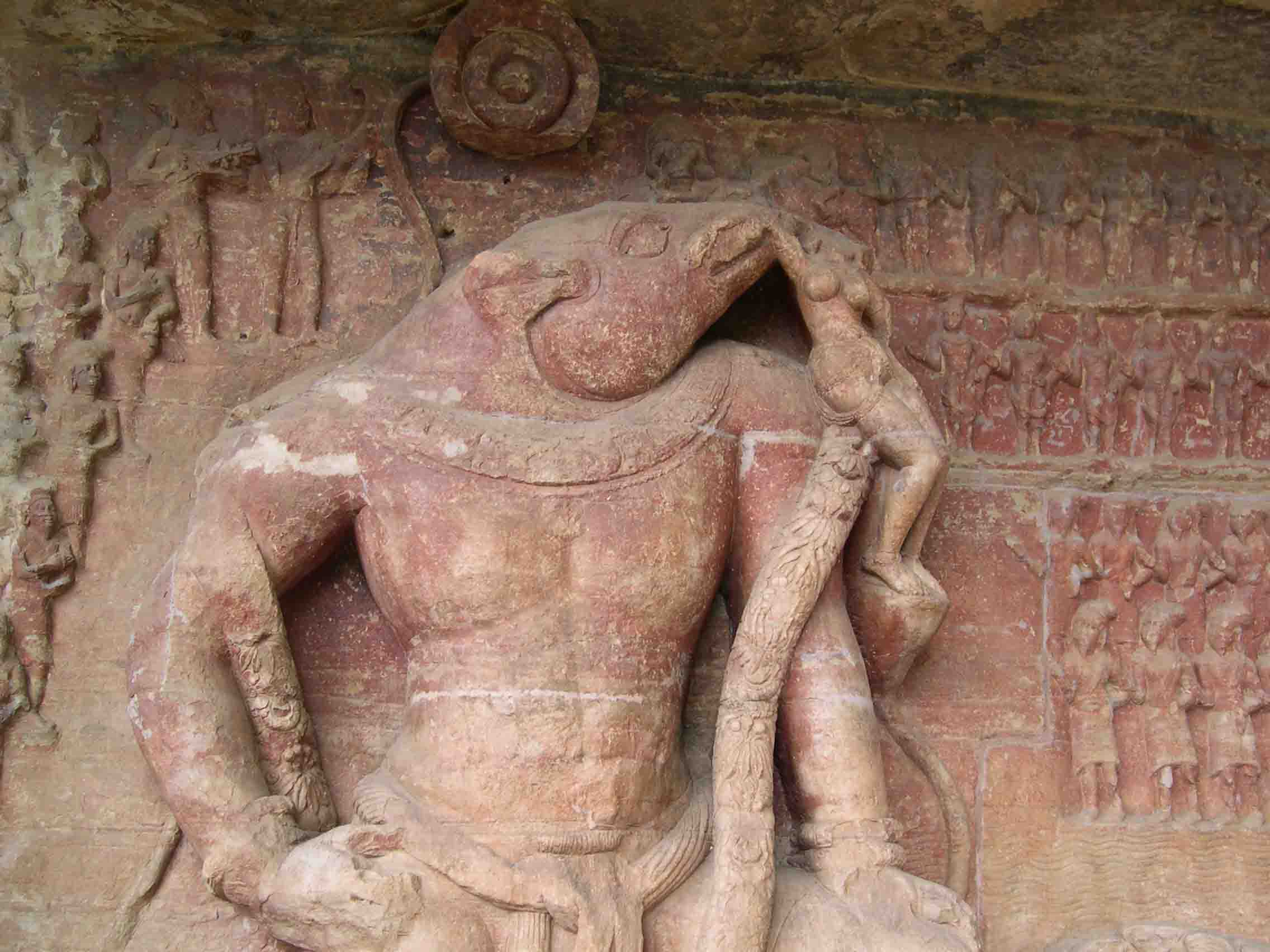
ウダヤギリ第五窟（5世紀初頭）
神像の右肩、右から2番目に立つ人物が五絃琵琶を持つ。

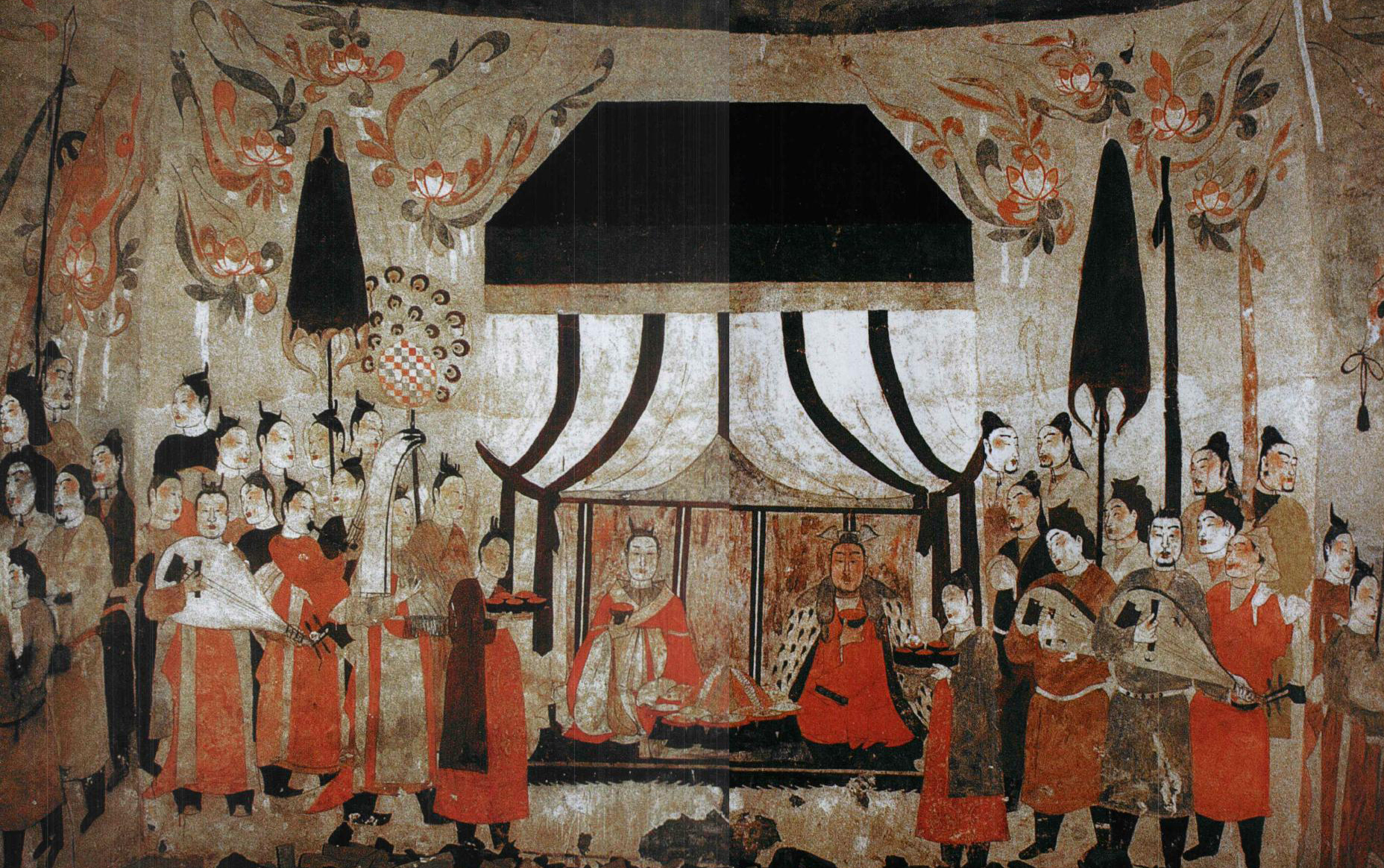
徐顕秀墓北壁（武平2年・571年）
右側は四絃琵琶でその左後は五絃琵琶。

今日、一般的に琵琶といえば楽琵琶などの四絃琵琶を指すが、これは五絃琵琶が早くに廃れてしまったためである。五絃琵琶と四絃琵琶は同じ琵琶ではありながら、単に絃の本数が異なるというだけでなく明確な形態上の違いを持つ。五絃琵琶は槽（そう）と呼ばれる胴の部分が細長くて厚みを持つ。また四絃琵琶の頸はほぼ垂直後方に折れ曲がる曲頸琵琶であるのに対し、五絃琵琶はまっすぐ伸びる直頸琵琶である。
この形態上の違いは起源地が異なることに起因する。四絃琵琶はペルシャを起源とする楽器だが、五絃琵琶はインドを起源とし中央アジアの亀茲国を経由して中国そして日本にも伝来した楽器というのが定説となっている。
絵画や彫刻などの作品から、五絃琵琶の起源はサータヴァーハナ朝期（3世紀）の南インドアーンドラ地方が重要な位置を占めると目されている。異説としてはサータヴァーハナ朝とローマ帝国の関係を指摘したうえでルーツを古代エジプトの直頸リュートに求める外村中説（2013年）、四絃琵琶と五絃琵琶は同一起源で西アジアで発生したとする林謙三説（1973年）、ウズベキスタンをルーツとしソグド人の東漸によってキジルにもたらされて完成したとする山本忠尚説（2008年）などがあるが十分な検討は行われていない。インドにおける五絃琵琶の受容は、グプタ朝やヴァーカータカ朝のもとで最盛期を迎えたとみられるが、これらが衰退する6世紀半ばにはインドでは消滅したと推測されている。
中央アジアではキジル石窟と莫高窟に作例が多い。これらの遺構が作られた時期については様々な説があるが、おおよそ5世紀後半から6世紀半ばには中央アジアでも受容されていたと推測されている。
中国では北魏から唐にかけての洛陽・長安の墓室・副葬品に作例が多い。これらの作例から北魏時代に伝来し、胡楽が隆盛する北斉から隋唐にかけて欠くことのできない代表的な楽器として受容されていったと推測されている。また螺鈿紫檀五絃琵琶に共通する様式は盛唐期に成立したとみられる。中国ではその後の清の乾隆帝の時代には滅びたとみられる。
日本では本品のほか8世紀後半建立の栄山寺八角堂の装飾に作例が確認されており、その様式から初唐から盛唐の五絃琵琶が日本に伝来したと推測されている。なお螺鈿紫檀五絃琵琶の出蔵記録を検討した飯田剛彦は、日本では9世紀前半までに五絃琵琶を用いる機会が減っていたと推測する。また『三代実録』巻36には、元慶3年（879年）に「琵琶が足りないので代わりに五絃を用いる」ことが許可されたと記録されており、このころまでは雅楽寮には五絃琵琶が伝世していたとみられる。そのうえで外村中は、康保2年（965年）の雅楽寮の火災で五絃琵琶が消滅したと推測している。

## 来歴

### 古代
螺鈿紫檀五絃琵琶は『国家珍宝帳』に記載される帳内御物である。『国家珍宝帳』には12点の弦楽器が記載されているが、現存するのは本品を含めて3点のみである。また『国家珍宝帳』に記されている本品を納めていた紫綾袋は現存しない。
『国家珍宝帳』に製作地に関連する記述はないが、卓越した技巧で製作されている点、あるいは描かれる精緻なフタコブラクダは実物を見ることができる工人の手よるものである可能性が高く、唐で製作された琵琶だと考えられている。また内藤栄（2006年）は、背面などに表される宝相華文が唐の天宝四載（745年）の唐花文様に似ることを指摘し、螺鈿紫檀五絃琵琶を日本に請来したのは天平7年（735年）に帰国した遣唐使だと推測している。
螺鈿紫檀五絃琵琶が奈良時代に正倉院宝庫から出蔵された記録はない。平安時代になると他の宝物と同様に曝涼（点検）記録に現れる。また嵯峨天皇は度々正倉院宝物を出蔵したことでも知られるが、螺鈿紫檀五絃琵琶も弘仁12年（823年）に出蔵されたことが記録されている。同時期に出蔵された楽器には新羅琴や箏など現品が戻されず代品が納められた物もあったが、螺鈿紫檀五絃琵琶は返納されている。なお『雑財物実録』（斉衡3年・856年）には螺鈿紫檀五絃琵琶を含めた楽器が赤漆欟木厨子に納められたと記されているが、楽器の大きさから現実的ではなく、なんらかの錯誤と推測されている。

### 中世
鎌倉時代の記録では単に琵琶と記載されたようで、他の琵琶と区別することができなくなる。またこの頃から付属品であった紫綾袋の存在も確認できなくなる。その後は安土桃山時代に至るまで正倉院宝物の記録が著しく減少する。延文5年（1360年）には後光厳天皇が琵琶の出蔵を命じたのに対し東大寺衆徒が抵抗する記録が残されているが、これが本品なのかは確認することができない。

### 近世
江戸時代になると徳川幕府は宝庫の修理・保存に積極的に関与すると共に詳細な目録を製作した。『三蔵宝物目録』（寛文6年・1666年）によれば、本品は紫檀木画槽琵琶第二号（南倉101）と同じ「へ」の唐櫃に納められるようになったと推測される。またこの唐櫃に納められた宝物は「何れも損ず」と記されており、すでに破損していたと考えられる。なお慶長期から寛文期の間に行われた宝庫の修理に伴い、本品は北倉から南倉に移動していたことが確認できる。
寛文期までは他の琵琶と区別ができなくなっていた本品だが、『正倉院御開封記録』（元禄6年・1693年）では「へ」に納められた琵琶のうち一つが五絃琵琶であったことが示唆されている。また他の琵琶の記録と比べると、本品には損傷はあるもののある程度の部品が備わった状態で保管されていたと推測されている。
本品の破損状況についてはじめて詳細に記録したのは、幕末に刊行された『丹鶴図譜』である。これによれば本品は捍撥の一部が欠け、覆手を欠失した状態になっており、演奏できる状態ではなかった。

### 明治
明治5年（1872年）に実施された壬申検査により、正倉院宝物に初めて近代的調査が行われた。この際に作成された『壬申検査古器物目録』では五絃琵琶　甲紫檀　撥面玳瑁螺鈿人物乗駱駝と記され、「へ」を引き継いだと思われる「南二十八」の唐櫃に収蔵されていたことが分かる。また壬申検査の調査記録『壬申検査社寺宝物調査図集』に伝来する本品の拓本によれば、覆手・転手・乗絃（頸上端にある絃のせ）・柱（じゅ）・海老尾が失われており、螺鈿装飾も多くが剥落していた。さらに槽内部の部材である虹（にじ）の拓本も採られており、腹板（ふくばん）が外れた状態だったと推測される。なお壬申検査では横山松三郎による写真撮影も行われているが、本品の写真は残されていない。これは本品の損傷が激しく、撮影対象から外されたためだと推測されている。
1875年（明治8年）に正倉院宝物は国の管理下に置かれ、同年に2回目の近代的調査が蜷川式胤によって行われた。この際に本品の調査は行われなかったと思われるが、初めて写真撮影が行われたようで、蜷川の日記『八重之残花』に本品の写真が添付されている。写真は正面のみで玳瑁螺鈿唐琵琶の題箋と共に写されている。また蜷川は「北方ノ製ヲ移シテ、支那音ニアウ様ニ五絃ニセシ物ト見ユ」と所感を記している。写真に写る本品には前述の拓本とほぼ同じ欠失がみられるが、転手は別の琵琶のものを一時的に借用したとみられる。腹板は取り付けられた状態だが、仮留めなど一時的な処置だと推定されている。さらに琵琶撥（南倉102）が欠失した覆手および隠月（覆手の下にある音孔）を隠すように立て掛けられている。また絃は無い。
1877年（明治10年）の明治天皇の大和行幸に伴い、正倉院宝物の調査が行われた。調査は町田久成によって楽器類を中心に行われた。この調査により本品を含む宝物の修理を行うことが決定され、これらは東京博物局に移された。その上申書に「其声音を調へて古律ノ原ヲ審カニスルノ便トモ相成可申。其他考証ヲ加へ、世上ニ可示モノモ不少」と記されており、修理は脱落した部品を取り付けて楽器として復元する目的で行われたと思われる。この際の修理記録は残されていないが、修理を受けた多くの楽器が御前演奏に供されたいっぽうで本品がこれに用いられた記録がなく、本品に施された修理は腹板の接着など簡易なもので楽器としての機能を復元することが出来なかったと推測されている。その理由について飯田は、楽器として重要な部品が欠失しており、また五絃琵琶の類例が実在しないことから復元の仕方も分からなかったのではないかと推測している。
本品は翌年3月に正倉院に戻されたが、同時期に例年行われていた奈良博覧会では展示されていない。1879年（明治12年）に伊藤博文は正倉院宝物を宝庫内で展示を行うよう進言した。これにより1882年（明治15年）までに陳列戸棚が設置され、本品も中倉階下で展示された。
正倉院は1884年(明治17年)に宮内省の管轄に置かれた。さらに1892年(明治25年)には省内に正倉院御物整理掛が設置され、本格的な宝物修理事業が始められた。この修理は赤坂離宮内に設けられた作業所で行われ、天平時代の姿を蘇らせることを目的としていた。この修理事業の目録『正倉院御物修繕還納目録』に本品は「紫檀螺鈿五絃琵琶 一面 明治二十八年十一月回送 右転手・覆手・海老尾ノ頭及び柱三枚闕欠 螺鈿玳瑁過半剥落 今考索シテ之を完補ス」と記される。1897年(明治30年)に整理掛から博物館に送られた文章によれば、博物館に残されていた螺鈿や玳瑁の破片が作業所に送られた。しかしこれでも完全に復元することは出来ず、新たに造られた部品が用いられた。欠失部品を再現するにあたり参考になる情報は得られなかったとおもわれ、最後は四絃琵琶や阮咸などを参考にしつつ、類推を交えて修理を実施したものと思われる（→#構造）。この修理は1898年(明治31年)10月までに完了し、翌年8月に正倉院に戻されたものと考えられている。このとき本品は江戸初期に移動して以来、本来の収納場所である北倉に戻された。
なお、同時期に明治の模造品も製作されている（→#明治の模造品）。

### 大正以降
1920年(大正9年)には、はじめての正倉院宝物の楽器の音律に着目した調査が、田邊尚雄・上眞行・多忠基らに嘱託されて行われた。この際に本品も調査対象とされ、五絃琵琶の柱制について検証が行われた。
1948年（昭和23年）から1952年（昭和27年）にかけて、正倉院楽器の特別調査が行われた。調査は林謙三・岸邊成雄・瀧遼一・芝祐泰らに嘱託され、過去の調査・修理と保存方法に再検討を加えることが目的とされた。本品への調査は最終年に行われ、この際に絃音の録音が実施された。この際の音は、のちに正倉院展などで流されている。このほか、1970年(昭和45年)以降に加飾や素材に着目した調査が3回行われている。また同時期の塵芥整理事業で五絃琵琶の螺鈿片が発見されており、後年に行われた中村力也ら（2013年）の調査によって接着に乳香が使用されていた事が判明している。
太平洋戦争の終戦前まで本品の展示は限定的に正倉院北倉内で行われていたが、戦後には外部で一般公開されるようになる。2022年現在で、奈良国立博物館における正倉院展では1956年以降に5回、東京国立博物館では1959年以降に2回、九州国立博物館には2015年に1回出品されている。なお2015年の展覧会を機に、X線CTスキャンを用いた調査が行われている。
正倉院事務所は1972年(昭和47年)から正倉院宝物の模造品を製作していたが、本品も1999年（平成11年）ごろから模造品の製作が検討され始める。2002年（平成14年）から断続的に行われた事前調査を元に、2018年度（平成30年度）末に平成の模造品が完成した（→#平成の模造品）。

## 構造

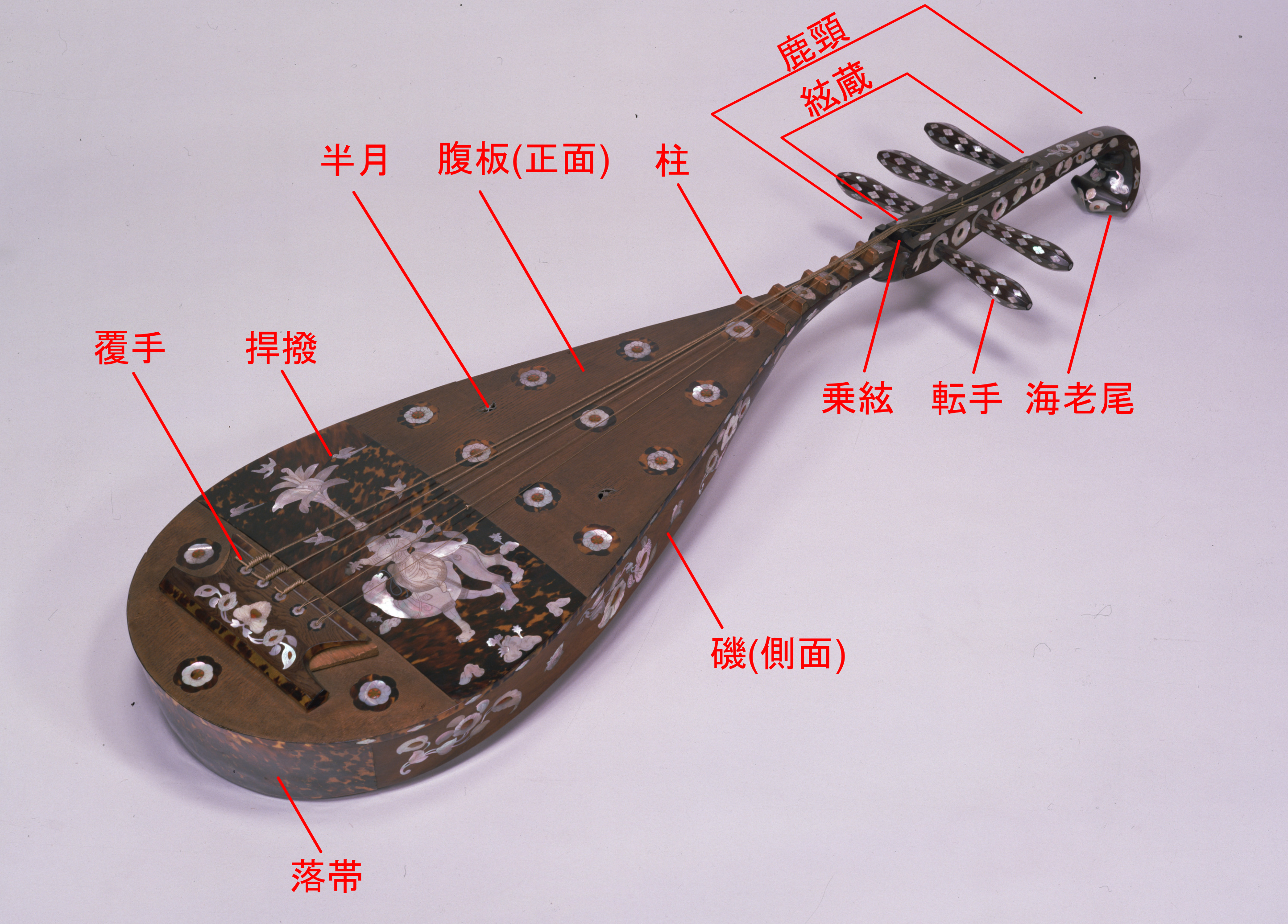
螺鈿紫檀五絃琵琶の部分名称

螺鈿紫檀五絃琵琶は、洋ナシ形の胴に真っすぐ伸びる頸がつく直頸琵琶である。胴は細長く厚みがある。頸の先には海老尾がつく。一般的な弦楽器と同様に、全体が絃を張る側に向かって弓なりに反っており、特に捍撥から額にかけての反りは急である。また底面側からみたときの腹板も緩やかな膨らみをもつ。

### 装飾
腹板や槽はもちろん磯・頸・海老尾など全体に装飾が施されている。螺鈿遺は毛彫りのうえ黒い塗装の練り込み（塗料の種類は不明）、玳瑁や琥珀は伏彩色で加飾されている。用いられている螺鈿は全部で649個、玳瑁は151個を数える。特に螺鈿に用いるヤコウガイは巻貝であるため、平らで大きなパーツを切り出すためには大きな個体が必要となる。また駱駝の鼻輪と手綱には線状に加工された黄銅が象嵌されている。
装飾は本体が組みあがったあとに装飾のパーツを製作し、木部に嵌めこんだと考えられる。また螺鈿は木部に埋め込んだのちに毛彫りが施されたとみられる。

### 腹板
腹板は澤栗の3枚矧ぎ、もしくは4枚矧ぎである。矧ぎ合わせは非常に精工で『正倉院の楽器』(1967年)では1枚板と報告されている。今日の一般的な琵琶は木目が左右対称に接がれるが、本品では木目の繋がりを重視して継ぎ合わされている。接ぎ目には橙褐色の接着補修が確認できる。厚さは約9ミリメートル。
古来から琵琶の腹板は澤栗とされているが、本品は材種調査によりヤチダモが第一候補に挙げられている。その他に琵琶師の松浦経義はクリ、木挽き職人の林以一はハルニレの可能性を指摘する。また松浦は本品の腹板表面に薄く拭き漆が施されているとしているが、科学分析調査でも塗装の有無が特定できなかった。
腹板には後述する捍撥のほか、13個の六弁花文が等間隔にあしらわれている。六弁花文は琥珀を花芯とし、その周囲を螺鈿と玳瑁の二重の花弁がめぐっている。腹板の小口にも花菱文様の螺鈿をあしらった帯状の玳瑁が貼られているが、その接着にも後年の接着材が確認できる。この小口に貼られた帯状の装飾は他の琵琶に類例がなく、横山は当初からあった装飾なのか不明としている。また半月と呼ばれる共鳴孔も螺鈿で縁取りされている。

### 覆手
覆手（ふくしゅ）は伏せた手のような形状をした絃を固定するための部品で、腹板の額に貼られる。現在の覆手は当初のものではなく、四絃琵琶を参考に明治期に新補されたものである。腹板には覆手を投影したような形状で玳瑁が貼られており、これを参考に覆手が復元されたと考えられている。復元された覆手の厚みは木画紫檀琵琶（南倉101-第3号）と比べると分厚く、当初はもっと薄かった可能性があるが推測の域を出ない。
復元された覆手の材は櫟（クヌギ）とされるが、横山円音や松浦は櫟のような柔らかい材は向かないとして疑問を呈する。また林や鴨川寶豊はケンポナシの可能性を指摘する。
現在の覆手は覆手から腹板に向けて貫通する2つの丸枘で固定されている。しかし壬申検査の拓本など古い記録では腹板に枘穴が確認できず、枘穴は明治期の修理で開けられたものと考えられている。横山は、当初は芋付け接着されていたと推測している。

### 隠月
隠月とは、覆手の下に隠れるように腹板に開けられた音孔のこと。本品では直径26ミリメートルの正円形になっているが、X線CTによる調査によって卵形の孔を別材で埋めて正円形にしたことが明らかになっている。また『丹鶴図譜』に描かれた隠月は卵形のようにみえるため、円形に加工したのは明治の修理によるものと考えられている。ただし本来の隠月が卵形であったのかはわからない。横山円音は隠月が傷んで広がっていた可能性を指摘する。現在の孔の縁については、腹板裏面に向かって広がっているとする資料と、腹板に対し垂直とする資料がある。

### 捍撥

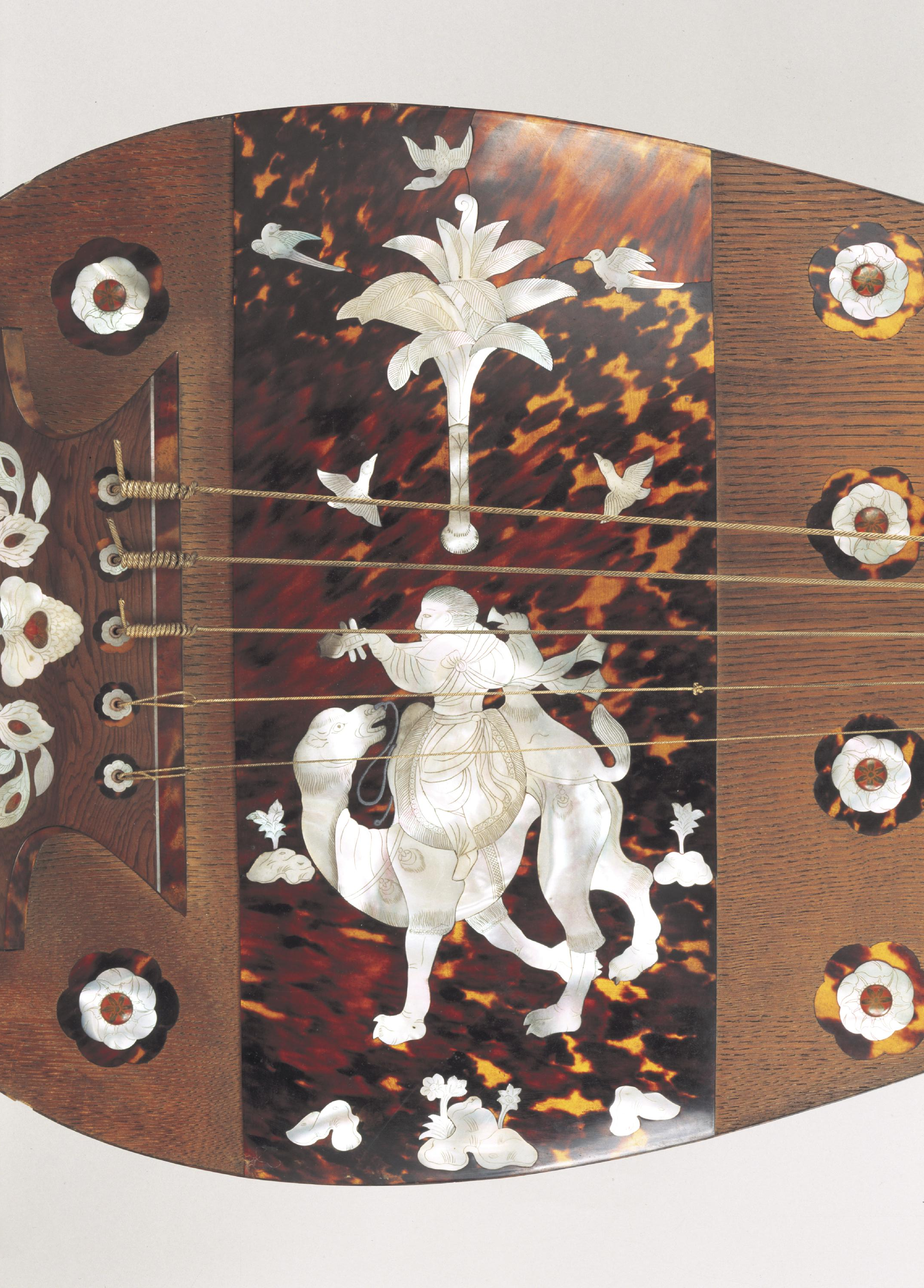
模造 螺鈿紫檀五弦琵琶の捍撥

捍撥（かんばち）とは、撥が腹板に当たるのを防ぐために貼られた撥受けのこと。本品では厚さ1ミリメートルの玳瑁と螺鈿で造られる。螺鈿部分は完全に切り抜かれ、その部分に嵌められた螺鈿は玳瑁と共に腹板に直接貼られている。捍撥には撥によって付けられた掻き傷のようなものも確認できる。ただし横山は、掻き傷だとは断定できないとしている。
装飾は玳瑁を地として毛彫りした螺鈿で文様を表す。文様は下方に駱駝に乗って四絃琵琶を弾くペルシャ人とその周囲に岩石や草花。上方にはナツメヤシを中心に飛鳥を5羽配する。玳瑁の大部分は当初のもの。螺鈿は駱駝と人物は当初のものだが、ナツメヤシは大半が明治の新補である。
なお今日の鼈甲は飴色が珍重されるが、天平当時は黒い班が多いものが好まれた。

### 虹と柱
共鳴胴内部の腹板の裏面、琵琶の最大幅付近には虹（にじ）と呼ばれる梁状の部材が左右に渡されている。さらに虹と槽の底面を繋ぐように柱（はしら）と呼ばれる束が立てられている。虹と柱には絃の振動を槽に伝える役割があり、本品が装飾品ではなく実際に演奏可能な楽器であった証拠だと考えられている。
虹は幅28.4センチメートル厚さ11ミリメートル、柱は高さ62ミリメートルである。共鳴胴の中にあるため材種は確認されていない。

### 槽

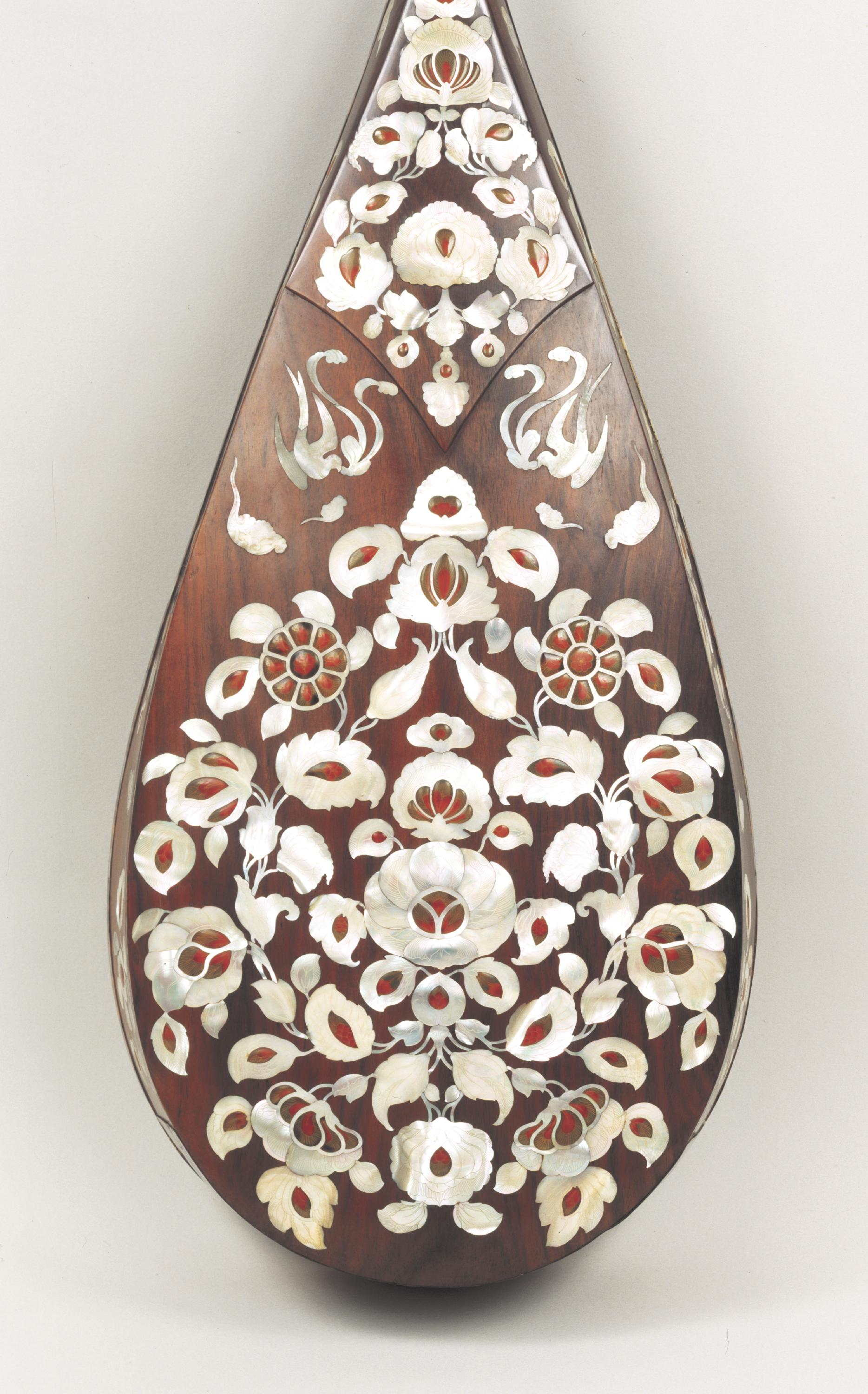
模造 螺鈿紫檀五弦琵琶の甲の螺鈿

槽（そう）は琵琶の共鳴胴を構成する部材である。琵琶を構成する部材で最も大きく、堅木が用いられる。本品では珍重されていた紫檀が一枚板（直甲）で用いられている。正倉院宝物の楽器には4面の紫檀琵琶が現存するが、直甲は本品を含めて2面のみである。また五絃琵琶は四絃琵琶と比べて胴の幅が狭いため十分な体積（共鳴する空間）を確保するために特に厚い板が用いられている。なお同様の槽を製作するのには、丈2尺5寸、幅1尺2寸、厚さ3寸5分の木材が必要とされる。槽は大きく内刳りされている。槽の厚さは、磯部分で9から12ミリメートル、背面（甲）で12から16ミリ程度である。
楽器用の木材は十分に乾燥させる必要があるが、紫檀は乾燥するまでにかかる時間が特に長く、30年を要するとされる。なお磯（いそ）と呼ばれる槽の側面（第五絃側）には、腹板から甲まで達する補修済みの大きな割れがある。この他にも割れやヒビが確認できるが、これらは長い年月で乾燥が進み生じたものだと考えられる。またX線CTでは槽の底面に貼られた落帯に隠れた部分に特に大きな亀裂が確認されている。
甲には玳瑁と螺鈿による文様が全体にあしらわれている。文様は中央に大きな宝相華文をあしらい、その上方にもやや小さな宝相華文、そしてその間の左右に含綬鳥（リボンを咥えた鳥）や飛雲を配する。磯にも宝相華文があしらわれる。宝相華文の花芯は伏彩色を施した琥珀、花弁などは毛彫りした螺鈿である。落帯は玳瑁で伏彩色で花鳥文が描かれる。当初の落帯の損傷は激しく大部分が明治の修理による新補だが、僅かに残されている部分からは、下地に銀箔、彩色には緑青や朱などが確認されている。また描かれる文様は玳瑁の文様に合わせて描かれていることが確認されている。

### 頸
頸とは槽の末から先に伸びる鹿の頸状の部材である。本品の頸と槽は蟻形相欠仕掛継で接合され、そこに腹板を乗せて固定している。本品は頸から絃蔵を経て海老尾の柄の部分までが一木で造られているが、この構造の類例は他種の弦楽器も含めて1例しかない。これらの材質は紫檀である。
頸には転手（てんじゅ）が左右に合計5本付けられる。転手が絃を巻き取る部分は、四絃琵琶では頸を穴が貫通しており、その姿から絃門と呼ばれる。しかし本品では穴は完全が貫通しておらず頸側の半分ほどが掘り残してある。それゆえ本品のこの部分は絃門ではなく絃蔵（いとくら）と呼ばれている。この特徴は見栄えに加え、強度や絃の巻き取りの手間などを勘案したうえで、製作を簡易にするための工夫であったと推測されている。彫り残された部分には鼠歯錐による掘削痕が明瞭に残されている。

### 転手
転手とは絃の張力を調整する絃巻きである。転手は全て明治の新補で、紫檀で作られる。転手の復元には同じ正倉院宝物の螺鈿紫檀阮咸（北倉30）が参照されており、八角形の断面をしている。この明治の復元による転手は使用することによる損耗などが考慮されておらず、楽器として実用するには不十分という指摘がある。
転手は全部で5本あり、海老尾側から左・左・右・左・右の順に付けられている。絃もこの転手の順で第一絃から第五絃までが張られているが、これは演奏中に最も音が狂いやすい第五絃と、最も手を伸ばさなくてはならない第一絃の転手に手が伸ばしやすいよう配慮した配置であったと推測されている。

### 乗絃
乗絃（じょうげん）とは絃を持ち上げるためのかまぼこ形の部品で、絃蔵の頸寄りの部分に貼られている。材質は紫檀である。頸の表面には乗絃と同じ形状で1ミリメートルほどの掘り込みがあり、そこに乗絃が嵌め込まれている。嵌め込みになっているのは、絃の張力に対し十分な強度を得るためだと考えられており、これも本品が演奏可能な楽器であることの根拠とされる。

### 海老尾
海老尾とは頸の先端部に付けられた如意状の部品である。海老尾は元来は四絃琵琶の部分名称で、日本国内で発生した呼称と思われる。そのため唐伝である五絃琵琶で本来どのように呼ばれていたのかは不明である。
海老尾の柄の部分は頸と一体となっているが、先端部分は別材で造られている。海老尾の先端は当初から別材で作られていたと思われ、壬申検査の拓本でも平滑な接着面が確認できる。接着面は、琵琶を腹板を上にして寝かせた際にほぼ水平になる。当初の接着は芋接ぎであったと推測されるが、明治の修理の際に枘がつくられたと思われる。X線CTでは枘部分に空隙が確認でき、雇蟻核（やといありざね）による寄蟻枘接ぎ（よせありほぞつぎ）で接合したと推測される。
海老尾の先端部は明治の修理で新補されたもので、紫檀で作られている。形状は如意状に曲がり、その内側に舌状の突起を有する。この特異な形状について、当初の先端部を参照したのか（つまり復元当時に当初材が残存していたのか）あるいは別の何かを参照したのかという点に議論があるが、当初材が残存していた記録は残されておらず、絵画史料などを参照し製作されたと推測されている。

### 柱
柱（じゅ）とは音程を操るために頸に付けられた堤防状の部品である。本品では5枚の柱が付けられている。柱は乗絃に近いほうから第一柱と呼ばれるが、本品では第一柱から第四柱までが頸に、第五柱は腹板に付けられている。明治の修理の際に「柱三枚闕欠」と記録されるように、古い柱が2枚残存していたと思われるが、本品のいずれの柱が古材に該当するのかは明らかではない。材質の調査は行われていないが、唐製であることを考慮してイブキが候補に挙げられている。
柱の付け方は柱制とよばれ、五絃琵琶の奏法に関連して古くから研究が行われてきた。本品では各柱の幅が頸や腹板の幅いっぱいになっており、間隔はほぼ等間隔になっている。この復元の妥当性には専門家の間で議論がある（→#柱制の検討）。明治期に本品を試し弾きした録音によれば、現状の柱制は全て半音間隔になっていると思われる。

### 絃
本品に付けられている絃は明治の修理の新補である。新補の絃は第一絃から第三絃までが太緒で七子縒（ななこより）、第四絃と第五絃が細緒で四子縒（よこより）となっている。この絃は明治の修理の際に実際に弾いて選ばれたと思われるが、2008年に行われた調査によって別の楽器の絃が流用されていた事が明らかになっている。
また本品の太緒の絃の取り付け方は、中世以降の新しい取り付け方であることが指摘されている。さらに細絃は余った絃を巻いて輪にして覆手にぶら下げているが、こうした付け方は演奏の妨げになるため現実的な取り付け方ではないとされている。
献納当時の絃は『屏風花氈等帳』に記される「五絃琵琶絃五条中絃五条小絃五条」だと考えられている。このうち中絃五条と小絃五条に該当するとされる宝物（北倉145第3号）が現存している。平成の模造品で絃の復元を試みた横山は、この中小絃は伝承どおり天平当初のものである可能性が高いとしたうえで、中絃は第三絃、小絃を第四絃と第五絃と推測した。なお中絃は紅褐色、小絃は黄褐色に染められている。

## 明治の模造品
明治時代に螺鈿紫檀五絃琵琶（以下、宝物と記す）を修理した際に詳細な観察を行って模造品が製作された。この明治の模造品は『東京帝室博物館列品台帳』に1899年1月に田中藤次郎から496円73銭で購入したと記録されており、2022年現在も東京国立博物館に収蔵されている。正式な名称は「五絃琵琶 列品番号H1090」である。全長107センチメートル、最大幅は33.3センチメートルである。
明治の模造品も、2010年に九州国立博物館にてX線CTによる調査が実施されている。その調査で発見された槽内部の銘記によれば、明治の模造品は1897年5月に正倉院御物整理掛の稲生真履の依頼により、楽器師の田中東（ママ）次郎、彫刻師の浅井寛哉に依頼され、赤坂離宮で製作された。そして完成直前の1898年12月6日に青山御所でこの銘文が記された。
宝物と比べると、明治の模造品は槽内部の梁と柱が一材から削り出されている点、海老尾が頸が一材から作られる点などに相違が見られる。

## 平成の模造品
平成期には、外見だけではなく実際に演奏することが可能な模造品が製作された。製作は、螺鈿・玳瑁は漆芸家の北村昭斎と北村繁、木地の加工と本体組立は指物師の坂本曲斎、紫檀の養生および象嵌に関わる木部加工は木工芸家の新田紀雲、伏彩色は絵画模写師の松浦直子、絃の製作には丸三ハシモト株式会社が担当した。また楽器の機能性全般の監修は横山円音、玳瑁加工には森田孝雄、製糸は大日本蚕糸会、撥製作には守田蔵が協力している。全長108センチメートル、最大幅30.9センチメートル。正倉院事務所蔵。

### 事前調査
螺鈿紫檀五絃琵琶は華麗な装飾が施されているゆえに実際に演奏することができたのか疑問視する声もあった。また明治の修理では楽器として重要な部品が新補されており、その復元が正しいか検証する必要もあった。いっぽうで宮内庁正倉院事務所は、1972年から正倉院宝物と宝物と同じ素材、技法を用いて当初の姿を再現することを目的として模造品を製作していた。このプロジェクトの候補に螺鈿紫檀五絃琵琶が挙がったのは1999年であった。
2002年に模造製作が可能か検証するための事前調査が行われた。その検証により紫檀材を入手することが出来れば製作は可能という見通しが得た。しかし紫檀材は1993年から産出国が輸出を厳しく制限しており、日本国内での流通が極めて困難になっていた。その後の調査により国内に翌年に伐採から10年経ったと思われる丸太が存在することが明らかになり、2004年に購入された。またワシントン条約で輸入が禁止されている玳瑁も国内の在庫から入手することができた。
その後も2006年には玳瑁、2007年には絵画・彩色、2008年には楽器としての機能についての調査が行われ、2011年から実作が始められた。合わせて非破壊の科学的調査も行われ、特に明治の修理についての実態が明らかとなった。

### 製作
製作にあたり、当初の姿が不明な部分は明治の修理を踏襲する方針が決定された。平成の模造品では、宝物とは異なり装飾のパーツ製作から行われた。落帯の玳瑁は3枚を継いで製作された。用いられた玳瑁の模様は模造品と宝物で異なるため、描かれる文様は使用される玳瑁に合わせて再構成して配置されている。
素材は、槽・転手・海老尾は紫檀、腹板は沢栗を3枚矧ぎ合わせ、覆手はケンポナシが用いられた。なお紫檀は拭き漆、腹板は灰汁を用いて塗装が施された。
宝物に残された跡から木地の加工には鼠歯錐が使用されたとみられ、複製でも同様の工具を製作して加工が行われた。また海老尾も明治の修理を参考に雇核継で接着された。覆手の接着は、明治の修理と同じ枘を作って留められた。これに用いられる管は象牙製である。宝物と異なるが、内部の虹と柱の固定は現代の琵琶と同様に段欠をつくって嵌められ、膠水で圧着された。
玳瑁に施す彩色には石黄・鉛丹・臙脂・藍が採用された。また象嵌の毛彫りは木地に貼り付ける前に行われてた。毛彫りには漆と松煙（松を燃やした時に出る煤）を混入したものを練り込んでいる。装飾の接着には、宝物では乳香が用いられていることが明らかになっているが、模造品では接着強度の観点から膠が用いられている。
絃は、皇居内の紅葉山御養蚕所で美智子皇后が育てた小石丸が使用されている。宝物とは異なり、絃は全て四子縒で製作された。また着色も行っていない。
平成の模造品は8年の歳月を費やし、2019年に完成。同年には上皇上皇后の前で演奏が行われている。また宮内庁のホームページでは平成の模造品の演奏を聴くことが出来る（→#外部リンク）。

## 奏法

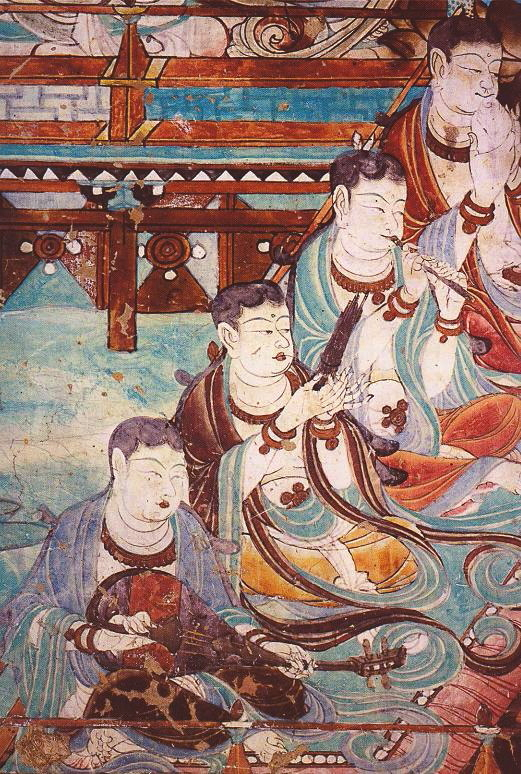
唐代の絵画

絵画史料などから、唐代の五絃琵琶は横長に抱えるように演奏されたと考えられる。本品も同様に抱えて、右手に撥をもち、左手で頸を把り指で柱を按じて演奏したと推測される。
平成の模造品を演奏した横山は、五絃琵琶は四絃琵琶と比べて弾きにくい楽器とする。その理由として、五絃琵琶は幅が狭いため琵琶を抱えたときに脚と絃の位置が近く、撥が脛に当たることがある。槽が厚いため撥を持つ右手が前方に遠のき、上体を前のめりにしないと弾きづらい。この欠点を補うために磯が斜めにして腹板を仰ぐようにしているが、かえって脚に載せたときの琵琶の座りが悪く滑って安定しない。左手で握る頸の位置が近いため脇を絞めざるを得ず、柱を押さえづらいなどを挙げる。その上でこうした演奏のしづらさに加えて、平安時代に装束が筒袖から広袖に変化したことによって演奏中の見栄えが悪くなり、五絃琵琶が廃れてしまったと推測している。

## 柱制の検討
螺鈿紫檀五絃琵琶の柱制は、明治の復元により五絃五柱で散声・柱声の総計は30声になっている。五絃琵琶の柱制について様々な研究が行われているが、本品の復元の妥当性についても研究が行われている。
研究にあたって重要視される史料は晩唐に成立したとされる『楽苑』である。これによれば五絃琵琶は「五絃 四隔 孤柱一」で「散聲五 隔聲二十 柱声一」で総計が26声であった。この記述を元に推定される本来の螺鈿紫檀五絃琵琶の柱制は、大きく以下の4つの説に分けられる。
1. 第二柱から第五柱までは現状のままで、第一柱を除く。代わりに第五柱の覆手側に第五絃専用の短い孤柱を追加する。
2. 第一柱から第四柱までは現状のままで、第五柱を第五絃専用の短い孤柱とする。
3. 第二柱から第五柱間で現状のままで、第一柱を第四絃専用の短い孤柱とする。
4. 『楽苑』にみえる隔と孤柱は概念上に違いに過ぎず、実際は同じ形状をしていた。すなわち明治の復元で正しい。

平成の模造品を製作した際には「明治の復元が誤りという証拠がない」という理由から、明治の復元と同様の柱制になっている。製作に携わった横山は、模造品を「これ以上の究明のしようがないという状況で製作されたもので完全に蘇ったとは言えない」とする。その上で復元された音についても「天平の音色再び」などと記す報道に自制を促している。